# Voyriella parviflora
Voyriella parviflora är en gentianaväxtart som först beskrevs av Miquel, och fick sitt nu gällande namn av Miquel. Voyriella parviflora ingår i släktet Voyriella och familjen gentianaväxter. Inga underarter finns listade i Catalogue of Life.